# Абрамян, Медея Вартановна
Медея Вартановна Абрамян (арм. Մեդեա Աբրահամյան; 8 марта 1932, Эривань — 3 марта 2021, Ереван) — советская и армянская виолончелистка. Народная артистка Армянской ССР (1980). Лауреат Государственной премии Армянской ССР (1973). Профессор Ереванской государственной консерватории имени Комитаса (1983).

## Биография
Медея Абрамян родилась в 1932 году в Ереване. Музыкальное образование получила в музыкальной школе им. П. И. Чайковского, а затем в Ереванской государственной консерватории им. Комитаса. В 1956 году окончила Московскую государственную консерваторию им. П. И. Чайковского,  была одной из учениц всемирно известного виолончелиста Мстислава Ростроповича. Лауреат премий Международного фестиваля искусств им. Вихана (2-я премия, 1955 год), Первого молодёжного фестиваля Армении (1-я премия, 1957 год) и Московского Всесоюзного конкурса виолончелистов (1-я премия, 1961 год).
Много гастролировала, в том числе во Франции, Германии, Бельгии, Люксембурге, Польше, Болгарии, Чехословакии, Венгрии, Румынии, Исландии, Корее, США, Канаде, Аргентине, Уругвае, Сирии, Ливане, республиках бывшего СССР и др. Наряду с произведениями классических и современных композиторов для виолончели, Медея Абрамян уделяла большое внимание знакомству публики с сочинениями армянских композиторов. Большинство из этих произведений она исполняла впервые.
Медея Абрамян также выступала с лекциями в Ереванской государственной консерватории имени Комитаса и музыкальной школе им. П. И. Чайковского в Ереване. Она преподавала студентам разных национальностей, многие из её учеников сейчас широко известны не только в Армении, но и за её пределами.
Являлась членом жюри ряда международных, всесоюзных и республиканских конкурсов, давала мастер-классы.

## Награды
- Заслуженная артистка Армянской ССР (1963).
- Народная артистка Армянской ССР (1980).
- Государственная премия Армянской ССР (1973).
- Медаль «За заслуги перед Отечеством» 1 степени (2012)[7].
- Почётный гражданин болгарского города Русе (1968).
- Золотая медаль премьер-министра Республики Армения (2016).

## Список используемой литературы
- Анна Барсамян; Аракси Сарян, «Медея Абрамян», Ереван, 2000 (на армянском)
- Медея Абрамян, «Размышления исполнителя», Ереван, 2014 (на армянском и русском языках)
- Роза Егиазарян, «Соло для виолончели», Ереван, 2016 (на армянском)
- Сергей Манвелян, «Медея Абрамян», Ереван, 2016 (на армянском)